# Rolf de Heer

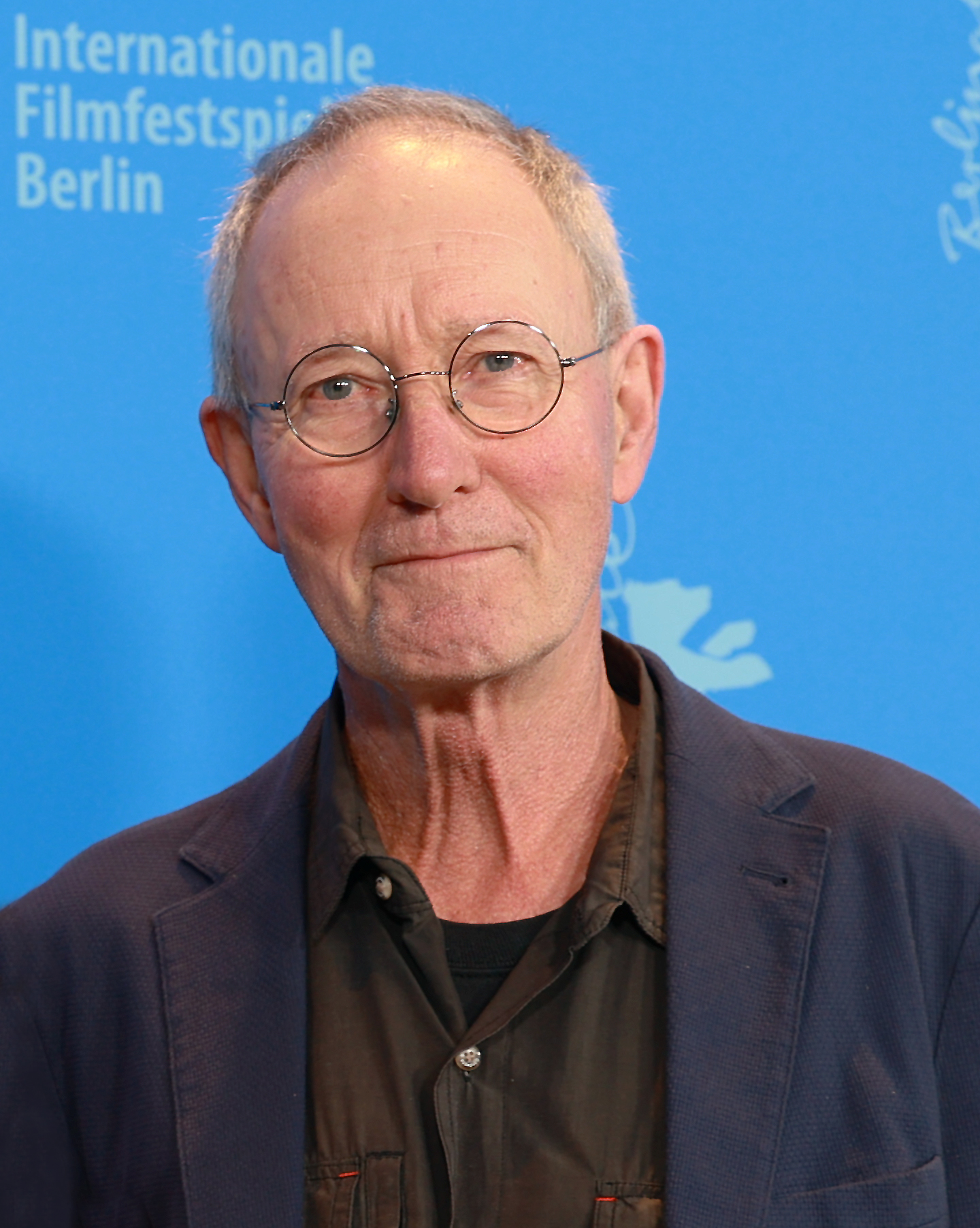
Rolf de Heer (2023)

Rolf de Heer (* 4. Mai 1951 in Heemskerk, Niederlande) ist ein australischer Regisseur, Drehbuchautor und Filmproduzent.
Er und seine Familie wanderten 1959, als er acht Jahre alt war, von den Niederlanden nach Sydney aus. Bevor er von 1977 bis 1980 sein Studium der Regie und Produktion an der Australian Film Television and Radio School absolvierte, hatte er sieben Jahre beim australischen Rundfunk gearbeitet. In den 1980er Jahren etablierte er sich als Independentfilmemacher. Seit Mitte der 1990er Jahre werden seine Filme im Wettbewerb der international bedeutendsten Filmfestivals (Venedig, Cannes und Berlin) gezeigt. Für den Film Bad Boy Bubby gewann er 1993 bei den Internationalen Filmfestspielen von Venedig einen Spezialpreis der Jury und den Regiepreis des Australian Film Institute.
Seine Produktionsfirma Vertigo Productions ist in Adelaide angesiedelt. Mit dieser produzierte er auch seinen Film 10 Kanus, 150 Speere und 3 Frauen (2006), der in der Sprache der Ganalbingu gedreht wurde. Dieser Film wurde mit über zehn Auszeichnungen bedacht; darunter erneut der Regiepreis des Australian Film Institute für de Heer sowie der Jury-Preis der Sektion Un Certain Regard bei den Internationalen Filmfestspielen von Cannes.
Im Jahr 2022 wurde er in die Academy of Motion Picture Arts and Sciences (AMPAS) berufen, die alljährlich die Oscars vergibt. Ein Jahr später wurde er für seinen Film The Survival of Kindness (2023) in den Wettbewerb um den Goldenen Bären der Berlinale eingeladen.

## Filmografie
als Regisseur
- 1984: Tale of a Tiger
- 1988: Blue Fever (Encounter at Raven’s Gate)
- 1991: Dingo
- 1993: Bad Boy Bubby
- 1996: The Quiet Room
- 1997: Epsilon
- 1998: Dance Me to My Song
- 2001: The Old Man Who Read Love Stories
- 2002: The Tracker
- 2003: Alexandra’s Project
- 2006: 10 Kanus, 150 Speere und 3 Frauen (Ten Canoes)
- 2007: Dr. Plonk
- 2009: Twelve Canoes
- 2012: The King Is Dead
- 2013: Charlie’s Country
- 2023: The Survival of Kindness

als Produzent
- 1988: Blue Fever (Encounter at Raven’s Gate)
- 1991: Dingo
- 1993: Bad Boy Bubby
- 1996: The Quiet Room
- 1997: Epsilon
- 1998: Dance Me to My Song
- 1998: The Sound of One Hand Clapping
- 1999: Spank
- 2002: The Tracker
- 2003: Alexandra’s Project
- 2006: 10 Kanus, 150 Speere und 3 Frauen (Ten Canoes)
- 2007: Dr. Plonk
- 2009: Twelve Canoes
- 2012: The King Is Dead
- 2023: The Survival of Kindness

als Drehbuchautor
- 1984: Tale of a Tiger
- 1988: Blue Fever (Encounter at Raven’s Gate)
- 1993: Bad Boy Bubby
- 1996: The Quiet Room
- 1997: Epsilon
- 1998: Dance Me to My Song
- 2001: The Old Man Who Read Love Stories
- 2002: The Tracker
- 2003: Alexandra’s Project
- 2006: 10 Kanus, 150 Speere und 3 Frauen (Ten Canoes)
- 2007: Dr. Plonk
- 2023: The Survival of Kindness